# Eccellenza Liguria 1996-1997
Il campionato italiano di calcio di Eccellenza regionale 1996-1997 è stato il sesto organizzato in Italia. Rappresenta il sesto livello del calcio italiano.
Questo è il campionato regionale della regione Liguria.

## Squadre Partecipanti
| Squadra                    | Città                        | Stadio                   |
| -------------------------- | ---------------------------- | ------------------------ |
| U.S. Busalla               | Busalla (GE)                 |                          |
| U.S. Cairese               | Cairo Montenotte (SV)        |                          |
| U.S. Ceparana              | Ceparana (SP)                |                          |
| A.C. Entella Chiavari      | Chiavari (GE)                |                          |
| F.B.C. Finale Ligure       | Finale Ligure (SV)           |                          |
| U.S. Folbas                | Follo (SP)                   |                          |
| U.C. Grassorutese          | Rapallo (GE)                 |                          |
| A.C. Loanesi San Francesco | Loano (SV)                   |                          |
| Pol. Migliarinese          | La Spezia (SP)               |                          |
| G.S. Pegliese              | Pegli (GE)                   |                          |
| U.S. Pontedecimo           | Pontedecimo (GE)             |                          |
| A.C. Sammargheritese       | Santa Margherita Ligure (GE) | Stadio Eugenio Broccardi |
| U.S. Sampierdarenese       | Sampierdarena (GE)           |                          |
| U.S. Sestri Levante        | Sestri Levante (GE)          |                          |
| F.C. Vado                  | Vado Ligure (SV)             |                          |
| Ventimiglia Calcio         | Ventimiglia (IM)             |                          |

## Classifica finale
|  | Pos. | Squadra         | Pt | G  | V  | N  | P  | GF | GS | DR  |
|  | ---- | --------------- | -- | -- | -- | -- | -- | -- | -- | --- |
|  | 1.   | Entella         | 59 | 30 | 16 | 11 | 3  | 39 | 17 | +22 |
|  | 2.   | Vado            | 51 | 30 | 13 | 12 | 5  | 44 | 26 | +18 |
|  | 3.   | Ventimiglia     | 46 | 30 | 12 | 10 | 8  | 31 | 26 | +5  |
|  | 4.   | Sestri Levante  | 42 | 30 | 10 | 12 | 8  | 35 | 29 | +6  |
|  | 5.   | Migliarinese    | 42 | 30 | 9  | 15 | 6  | 27 | 21 | +6  |
|  | 6.   | Cairese         | 41 | 30 | 10 | 11 | 9  | 28 | 20 | +8  |
|  | 7.   | Grassorutese    | 40 | 30 | 9  | 13 | 8  | 31 | 28 | +3  |
|  | 8.   | Loanesi S.F.    | 37 | 30 | 7  | 16 | 7  | 24 | 23 | +1  |
|  | 9.   | Finale Ligure   | 37 | 30 | 8  | 13 | 9  | 27 | 40 | -13 |
|  | 10.  | Sammargheritese | 36 | 30 | 8  | 12 | 10 | 23 | 33 | -10 |
|  | 11.  | Pontedecimo     | 35 | 30 | 8  | 11 | 11 | 28 | 29 | -1  |
|  | 12.  | Busalla         | 34 | 30 | 8  | 10 | 12 | 30 | 37 | -7  |
|  | 13.  | Pegliese        | 34 | 30 | 7  | 13 | 10 | 19 | 20 | -1  |
|  | 14.  | Sampierdarenese | 33 | 30 | 8  | 9  | 13 | 33 | 41 | -8  |
|  | 15.  | Ceparana        | 32 | 30 | 7  | 11 | 12 | 21 | 31 | -10 |
|  | 16.  | Folbas          | 27 | 30 | 6  | 9  | 15 | 20 | 39 | -19 |